# Handzame Classic 2015
La Handzame Classic 2015, tredicesima edizione della corsa, valida come evento dell'UCI Europe Tour 2015 categoria 1.1, si svolse il 20 marzo 2015 su un percorso di 198,6 km, con partenza da Bredene ed arrivo ad Handzame, in Belgio. La vittoria fu appannaggio del belga Gianni Meersman, che completò il percorso in 4h 26' 48" alla media di 44,66 km/h, precedendo i connazionali Antoine Demoitié e Tiesj Benoot, arrivato terzo.
Dei 180 ciclisti iscritti partirono in 177 e tagliarono il traguardo in 166.

## Squadre partecipanti
| N.      | Cod. | Squadra                      |
| ------- | ---- | ---------------------------- |
| 1-8     | EQS  | Etixx-Quick Step             |
| 11-18   | LTS  | Lotto-Soudal                 |
| 21-26   | BMC  | BMC Racing Team              |
| 31-38   | TSV  | Topsport Vlaanderen-Baloise  |
| 41-48   | WGG  | Wanty-Groupe Gobert          |
| 51-58   | CCC  | CCC Sprandi Polkowice        |
| 61-68   | CLT  | Cult Energy Pro Cycling      |
| 71-78   | ROP  | Roompot-Oranje Peloton       |
| 81-88   | UHC  | UnitedHealthcare Pro Cycling |
| 91-98   | SKT  | An Post-ChainReaction        |
| 101-108 | CCT  | CCT-Champion System          |
| 111-118 | CIB  | Cibel                        |

| N.      | Cod. | Squadra                        |
| ------- | ---- | ------------------------------ |
| 121-128 | CSH  | Colba-Superano Ham             |
| 131-138 | RIJ  | Cyclingteam Join's-De Rijke    |
| 141-148 | LDT  | Leopard Development Team       |
| 151-158 | MET  | Metec-TKH-Mantel               |
| 161-168 | TJO  | Team Joker                     |
| 171-178 | TBW  | Trefor-Blue Water              |
| 181-188 | MMM  | Team 3M                        |
| 191-198 | VGS  | Vastgoedservice-Golden Palace  |
| 201-208 | VER  | Veranclassic-Ekoi              |
| 211-218 | WIL  | Veranda's Willems Cycling Team |
| 221-228 | WBC  | Wallonie-Bruxelles             |

## Ordine d'arrivo (Top 10)
| Pos. | Corridore         | Squadra             | Tempo    |
| ---- | ----------------- | ------------------- | -------- |
| 1    | Gianni Meersman   | Etixx-Quick Step    | 4h26'48" |
| 2    | Antoine Demoitié  | Wallonie-Bruxelles  | s.t.     |
| 3    | Tiesj Benoot      | Lotto-Soudal        | s.t.     |
| 4    | André Looij       | Roompot             | s.t.     |
| 5    | Dylan Groenewegen | Roompot             | s.t.     |
| 6    | Klaas Lodewyck    | BMC Racing Team     | s.t.     |
| 7    | Joeri Stallaert   | Cibel               | s.t.     |
| 8    | Jarl Salomein     | Topsport Vlaanderen | s.t.     |
| 9    | Dries De Bondt    | Verandas Willems    | s.t.     |
| 10   | Jempy Drucker     | BMC Racing Team     | s.t.     |